# Волини
Воли́ни (рос. Волыны) — присілок у складі Староуткинського міського округу Свердловської області.
Населення — 32 особи (2010, 30 2002).
Національний склад станом на 2002 рік: росіяни — 90 %.